# Edo Unković
Edo Unković (Metković), hrvatski slikar. Živi i djeluje u Splitu.

## Životopis
Rodio se je u Metkoviću, u obitelji koja je s otoka Korčule s tradicijom pomorstva i brodarstva. Djetinjstvo i vrijeme školovanja u osnovnoj školi proveo je u Opuzenu. U Splitu je završio srednju Pomorsku školu i Ekonomski fakultet. Dragovoljac je i djelatni je sudionik Domovinskoga rata od 1990. do 1993. godine. Visoki je pričuvni časnik Hrvatske vojske. Uspješno se bavi športom, glazbom, menadžmentom, poduzetništvom i slikarstvom.
Od 1996. intenzivnije izlaže motive vezane uz more koji su u skladu s njegovim životnim impresijama. Do danas (7. srpnja 2020.) je izlagao osam puta samostalno i 38 puta na skupnim izložbama, u domovini i inozemstvu. Unkovićeve slike dio su privatnih i javnih zbirka po Europi i u prekomorskim zemljama.